# Gerhardt Nissen
Gerhardt Nissen (* 21. September 1923 in Tondern; † 19. Juli 2014) war ein deutscher Psychiater und Direktor der Klinik für Kinder- und Jugendpsychiatrie und -psychotherapie an der Julius-Maximilians-Universität Würzburg. Er gehörte zu den ersten Vertretern seines Faches in Deutschland und war mit Hubert Harbauer, Reinhart Lempp und Peter Strunk Autor des über Jahrzehnte führenden deutschen Lehrbuchs seines Fachgebietes (1. Auflage 1971, 7. Auflage 1994).

## Leben und Wirken
Geboren 1923 in Dänemark, wurde Nissen 1930 in Deutschland eingebürgert. Er studierte von 1944 bis 1950 Medizin in Wien und Kiel. In Kiel absolvierte er auch ein Zweitstudium in Philosophie und Psychologie. Nach Promotion und Approbation war er von 1950 bis 1953 als wissenschaftlicher Assistent am Pathologischen Institut der Universität Kiel und an Pädiatrischen und Internen Kliniken tätig. 1953 bis 1963 arbeitete er in der Bremischen Landesnervenklinik als Stationsarzt der „Kinderbeobachtungsstation“ und neurologischer und psychiatrischer Stationen. 1958 wurde Nissen zum Oberarzt befördert. 1961 übernahm er die Leitung der Abteilung für Kinder- und Jugendpsychiatrie.
Von 1963 bis 1978 war Nissen Direktor der Klinik für Kinder- und Jugendpsychiatrie in Berlin-West. Gleichzeitig war er von 1974 bis 1978 Ärztlicher Direktor des Humboldt-Krankenhauses in Berlin-West mit 15 Fachkliniken. 1971 wurde er habilitiert und 1973 zum außerplanmäßigen Professor der Freien Universität ernannt. Er war auch als Lehrbeauftragter an der Pädagogischen Hochschule Berlin tätig. Einen Ruf auf einen Lehrstuhl der Universität Essen nahm er 1976 nicht an. 1978 nahm er einen Ruf auf einen Lehrstuhl der Universität Würzburg, den ersten dieser Fachdisziplin im Freistaat Bayern, an. Seine Antrittsvorlesung in Würzburg hielt er am 18. Juli 1979 zum Thema Biologische und soziale Aspekte der Entwicklung und Erziehung des Kindes. Im Jahr 1990 wurde Nissen zum „Landesarzt für geistig und seelisch behinderte Kinder und Jugendliche“ ernannt. 1991 wurde Nissen emeritiert. 
Zu Nissens wissenschaftlichen Schwerpunkten gehörten die Depressionen im Kindes- und Jugendalter, denen er 1971 die weltweit erste Monographie widmete. Er war Mitglied zahlreicher wissenschaftlicher Gesellschaften des In- und Auslandes.

## Mitgliedschaften
- „Allgemeine Ärztliche Gesellschaft für Psychotherapie“, 1995 im Vorstand
- „Berufsverband Deutscher Kinder- und Jugendpsychiater“, Ehrenmitglied
- Bundesärztekammer, von 1983 bis 1991 Mitglied im Bundesausschuss „Psychiatrie, Psychotherapie und Psychohygiene“, 1970 „Senat für Ärztliche Fortbildung“
- „Consilium Paedopsychiatricum Europaeicum“, gewähltes Mitglied
- „Deutsche EEG-Gesellschaft“
- „Deutsche Forschungsgemeinschaft“ (DFG), 1979 Ersatzgutachter, von 1992 bis 1996 Fachgutachter für Psychiatrie, Psychosomatik und Kinder- und Jugendpsychiatrie
- „Deutsche Gesellschaft für Geschichte der Nervenheilkunde“, 1990 Mitbegründer, von 1995 bis 2004 Vorsitzender
- „Deutsche Gesellschaft für Kinder- und Jugendpsychiatrie“, 1969 bis 1970 Schriftführer, 1971 bis 1979 Präsident
- „Deutsche Gesellschaft für Kinderheilkunde“, 1969 bis 1979 Beirat
- „Deutsche Gesellschaft für Psychiatrie, Psychotherapie und Nervenheilkunde“ DGPPN
- „Europaeum Paedopsychiatricum (CEP)“, seit 1976 gewähltes Mitglied
- „European Society of Child and Adolescent Psychiatry“, 1984 bis 1992 Vizepräsident
- „Gesamtverband Deutscher Nervenärzte“, dem 18 wissenschaftliche Gesellschaften und Berufsverbände angehörten, 1987 bis 1991 Präsident
- „Hermann Emminghaus-Preis“ für Forschung in der Kinder- und Jugendpsychiatrie, 1981 Gründer
- „Institut für Psychotherapie“ in Berlin (West), von 1968 bis 1974 im Vorstand
- „Instituto de Psiquiatrías de Lengua Española“, seit 2004 Vorstandsmitglied
- „Komitee Sicherheit für das Kind“, München, 1981 Vorstandsmitglied
- Kuratorium „Forschungspreis für Psychotherapie in der Medizin“, 1996 Stifter und seitdem Vorsitzender
- Landesärztekammer Berlin (West), von 1967 bis 1969 Delegierter
- „Nationales Komitee für Therapie und Prognose der Depression“ (PTD Deutschland), seit 1984 Mitglied
- „Österreichische Arbeitsgemeinschaft für Neurologie und Psychiatrie des Kindes- und Jugendalters“, Ehrenmitglied
- „Psychotherapeutisches Kolleg Würzburg“, 1989 Gründer, Vorsitzender bis 2004, seit 2004 Ehrenvorsitzender
- „Schweizerische Gesellschaft für Kinder- und Jugendpsychiatrie und Psychotherapie“, Ehrenmitglied
- „Sociedad Espanola de Psicopatologia de la Expression“, Ehrenmitglied
- „Wilhelm-Sander-Stiftung“, München, von 1986 bis 1995 Forschungsgutachter

## Schriften (Auswahl)
Insgesamt liegen mehrere hundert Publikationen vor, zu den deutschsprachigen Artikeln siehe Deutsche Nationalbibliothek (siehe Weblinks) 
- mit Hubert Harbauer (später Christian Eggers), Reinhart Lempp und Peter Strunk: Lehrbuch der speziellen Kinder- und Jugendpsychiatrie. Springer, Berlin u. a. 1971, ISBN 3-540-05337-9 (mehrere Auflagen).
- Depressive Syndrome im Kindes- und Jugendalter. Beitrag zur Symptomatologie, Genese und Prognose (= Monographien aus dem Gesamtgebiete der Psychiatrie. Bd. 4). Springer, Berlin u. a. 1971, ISBN 3-540-05493-6.
- Biologische und soziale Aspekte der Entwicklung und Erziehung des Kindes. [Antrittsvorlesung am 18. Juni 1979 an der Julius-Maximilians-Universität in Würzburg] In: Lothar Bossle (Hrsg.): Reden zur Zeit. Hrsg. im Auftrag des Instituts für Demokratieforschung. Würzburg 1980 (= Reden zur Zeit. Band 53).
- als Hrsg. mit Otto Schrappe: Universitäts-Nervenklinik. Beiträge anläßlich der Inbetriebnahme des Neubaues. Würzburg 1982.
- Frühe Beiträge aus Würzburg zur Entwicklung einer Kinder- und Jugendpsychiatrie. In: Peter Baumgart (Hrsg.): Vierhundert Jahre Universität Würzburg. Eine Festschrift. Degener & Co. (Gerhard Gessner), Neustadt an der Aisch 1982 (= Quellen und Beiträge zur Geschichte der Universität Würzburg. Band 6), ISBN 3-7686-9062-8, S. 935–949.
- Psychopharmakotherapie beim Kind. In: Gerhard Langer, Hans Heimann (Hrsg.): Psychopharmaka. Grundlagen und Therapie. Springer, Wien u. a. 1983, ISBN 3-211-81746-8, S. 575–590, doi:10.1007/978-3-7091-7645-0_19.
- mit Christian Eggers und Joest Martinius: Kinder- und jugendpsychiatrische Pharmakotherapie. In Klinik und Praxis. Springer, Berlin u. a. 1984, ISBN 3-540-12520-5.
- als Hrsg.: Psychiatrie des Schulalters. Neuroanatomische, psychopathologische, anthropologische, heilpädagogische, zerebralorganische, psychodynamische und psychopharmakologische Aspekte. [in memoriam Prof. Dr. Otto Schrappe (1924–1983)]. Bern 1984.
- als Hrsg., unter Mitarbeit von Francisco Alonso-Fernandez (Hrsg.): Psychiatrie des Pubertätsalters. Endokrinologische, anthropologische, jugendpsychiatrische, psychosexuelle, psychodynamische, lernpsychologische, psychopathologische und psychopharmakologische Aspekte. Bern 1985.
- als Hrsg. mit Gundolf Keil: Psychiatrie auf dem Wege zur Wissenschaft. Psychiatrie-historisches Symposium anläßlich des 90. Jahrestages der Eröffnung der „Psychiatrischen Klinik der Königlichen Universität Würzburg“. Thieme, Stuttgart / New York 1985.
- als Hrsg.: Psychiatrie des Jugendalters. Endomorphe, anthropologische, neurochemische, hirnorganische, psychodynamische, familientherapeutische, psychopathologische und psychopharmakologische Aspekte. Bern 1986.
- als Hrsg., unter Mitarbeit von Francisco Alonso-Fernandez: Somatogene Psychosyndrome und ihre Therapie im Kindes- und Jugendalter. Medizinhistorische, neurologische, neurophysiologische, neuropsychologische, psychologische, neurochirurgische, endokrinologische, psychiatrische, prognostische und therapeutische Aspekte. Bern 1990.
- Psychopathologie des Kindesalters. Wissenschaftliche Buchgesellschaft, Darmstadt 1977, ISBN 3-534-04883-0 (Ab der 2. Auflage als: Psychische Störungen im Kindes- und Jugendalter. Später mit Götz-Erik Trott: 3., vollständig überarbeitete und erheblich erweiterte Auflage. Springer, Berlin u. a. 1995, ISBN 3-540-58966-X; In  spanischer Sprache: Trastornos psíquicos en la infancia y juventud. Compendio de psiquiatría infantil y juvenil. Prólogo Francisco Alonso-Fernández. (Versión castellana de Claudio Gancho). Herder, Barcelona 1991, ISBN 84-254-1741-4).
- mit Jürgen Fritze und Götz-Erik Trott: Psychopharmaka im Kindes- und Jugendalter. Fischer, Ulm 1998, ISBN 3-437-51380-X (mehrere Auflagen).
- Kulturgeschichte seelischer Störungen bei Kindern und Jugendlichen. Klett-Cotta, Stuttgart 2005, ISBN 3-608-94104-5.
- Psychisch gestörte Kinder und Jugendliche gestern und heute. Persönliche Erinnerungen aus 60 Jahren. Psychosozial-Verlag, Gießen 2009, ISBN 978-3-89806-857-4.

## Auszeichnungen
- 1985: Ernst-von-Bergmann-Plakette der Deutschen Ärzteschaft
- 1987: Plakette für Wissen und Forschung der Tokai-Universität, Japan
- 1988: Profesor honorario der Universität Complutense Madrid
- 1988: Bundesverdienstkreuz 2. Klasse
- 1989: Albert Szent-Györgyi-Plakette der Universität Szeged, Ungarn
- 1993: Bundesverdienstkreuz 1. Klasse
- 1993: Korrespondierendes Mitglied der „Königlichen Nationalen Akademie für Medizin“, Madrid
- 1993: Dr.-Heinrich Hoffmann-Medaille der „Deutschen Gesellschaft für Kinder- und Jugendpsychiatrie“
- 1994: Fellow „Academia, Medicinae & Psychiatriae Foundation“, USA
- 2001: Medalla Académica „Real Academía Nacional de Medicina“, Madrid
- 2003: Bayerischer Verdienstorden